# Жадовиця
Жадовиця (словац. Žadovica) — річка в Словаччині, права притока Вагу, протікає в окрузі Ліптовський Мікулаш.
Довжина приблизно 3.2-4.5 км. Витік знаходиться в масиві Ліптовська улоговина (геоморфологічна підодиниця Смречанська височина — місцевість Целіни); на висоті близько 690—700 метрів. Протікає територією села Подтурень..
Впадає у Ваг на висоті приблизно 630—635 метрів.